# Masna acil-KoA reduktaza (formira alkohol)
Masna acil-KoA reduktaza (formira alkohol) (EC 1.2.1.84, FAR (gen)) je enzim sa sistematskim imenom dugolančani acil-KoA:NADPH reduktaza. Ovaj enzim katalizuje sledeću hemijsku reakciju
dugolančani acil-KoA + 2 NADPH + 2 H+ {\displaystyle \rightleftharpoons } dugolančani alkohol + 2 NADP+ + koenzim A
Ovaj enzim je izolovan iz biljke Simmondsia chinensis. Alkohol se formira  redukcijom sa četiri elektrona iz masnog acil-KoA. Mada reakcija proizvodi aldehidni intermedijer, slobodni aldehid se ne otpušta. Za rekombinantni  enzim je pokazano da je aktivan na zasićenim i mono-nezasićenim masnim acil-KoA sa 16 do 22 ugljenika.

## Literatura
- Nicholas C. Price; Lewis Stevens (1999). Fundamentals of Enzymology: The Cell and Molecular Biology of Catalytic Proteins (Third изд.). USA: Oxford University Press. ISBN 019850229X.
- Eric J. Toone (2006). Advances in Enzymology and Related Areas of Molecular Biology, Protein Evolution (Volume 75 изд.). Wiley-Interscience. ISBN 0471205036.
- Branden C; Tooze J. Introduction to Protein Structure. New York, NY: Garland Publishing. ISBN 0-8153-2305-0.
- Irwin H. Segel. Enzyme Kinetics: Behavior and Analysis of Rapid Equilibrium and Steady-State Enzyme Systems (Book 44 изд.). Wiley Classics Library. ISBN 0471303097.
- William P. Jencks (1987). Catalysis in Chemistry and Enzymology. Dover Publications. ISBN 0486654605.

## Spoljašnje veze
- Alcohol-forming+fatty+acyl-CoA+reductase на 